# Inestabilidad elástica
La inestabilidad elástica se refiere a un conjunto de fenómenos de no linealidad geométrica que se manifiesta en que los desplazamientos en un elemento estructural no son proporcionales a las fuerzas aplicadas. Esto se pone de manifiesto al comprobar que dentro de ciertos rangos de desplazamientos y fuerzas las ecuaciones que modelan al elemento estructural presentan no linealidad. Este comportamiento es también verificado con modelos físicos escalados o incluso en piezas reales de tamaño natural.

## Fenómenos de inestabilidad elástica
Los principales fenómenos de inestabilidad elástica son:
- Pandeo flexional, que se da especialmente en pilares y prismas mecánicos de gran esbeltez flexional.
- Inestabilidad lateral, que se da básicamente en vigas en piezas de pequeña esbeltez torsional.
- Inestabilidad de arcos (snap through unidimensional), que se da en arcos o piezas planas de directriz curva cargados en el plano de curvatura.
- Inestabilidad de cúpulas (snap through bidimensional), que se da en cúpulas poco apuntadas bajo cargas verticales.
- Abolladura local, que se da en elementos bidimensionales en los que en alguna dirección existen tensiones de compresión, paralelas al plano tangente al elemento.
- Cavitación de elastómeros